# سانتا ماريا مونتي
سانتا ماريا مونتي هي كومونا في مقاطعة بيزا بمنطقة توسكانا الإيطالية. تقع المدينة على بعد حوالي 45 كيلومتر (28 ميل) غرب فلورنسا وحوالي 25 كيلومتر (16 ميل) شرق بيزا.

## التاريخ
تشتهر بأهميتها العسكرية الاستراتيجية (منحها موقعها الجبلي قدرةً دفاعية ضد هجمات الأعداء) لطالما كانت سانتا ماريا مونتي محط خلاف فيما بين عديد من مدن توسكانا، ففي الحقيقة، مرت سانتا ماريا مونتي بحيازة بلدية لوكا تحت تأثير فلورنسا وانتهى بها المطاف كجزء من اقليم بيزا، إحدى المعالم الشهيرة هي كازا كاردوتشي والتي يُقال بأن الشاعر الإيطالي جوزويه كاردوتشي قضى بها طفولته.

## المدن الشقيقة
- تارداجوس، أسبانيا
- رابي دي لاس كالزاداس، أسبانيا

## روابط خارجية
- الموقع الرسمي